# Língua ngkolmpu
Ngkolmpu, também conhecido como, ngkontar ngkolmpu kiki  ou ngkâlmpw kanum, é uma língua da família yam, pertencente ao subgrupo tonda, que compreende diversas línguas da região da Nova Guiné.
Os falantes de ngkolmpu estão localizados no Parque Nacional Wasur, na parte indonésia da Papua, sendo o povo descendentes de Margas (palavra para clã na Indonésia), que se estabeleceram na região do rio Maro. 
O estado atual da língua é vulnerável, com apenas cerca de 150 adultos falantes, com a população jovem deixando de usa-la como comunicação. 

## Etimologia
Ngkolmpu é o etnônimo que identifica o grupo de pessoas que vivem na região do parque Wasur e também se refere à língua por eles falada. O nome completo do ngkolmpu é ngkontar ngkolmpu kiki, onde kiki significa 'palavra' ou 'fala', enquanto ngkontar refere-se ao povo Ngkolmpu que vive em Yanggandur.Kanum é o termo usado para se referir a todos os falantes da família do subgrupo tonda que vivem dentro da Indonésia. Este termo é usado de forma auto identificativa na forma [kə̆ˈnumɛ]. Este mesmo termo, na forma de [ˈkanum], é a palavra normalmente dada quando pessoas de fora pedem o nome do povo ou das línguas faladas nas aldeias da região. 

## Distribuição
A família yam conta com cerca de 15 a 20 línguas faladas na região sul da Nova Guiné possuindo o subgrupo tonda como o mais diverso da família e se estende sobre a fronteira da Papua Nova Guiné com a Indonésia. Ngkolmpu é tradicionalmente falado no extremo oeste até o rio Maro da Papua indonésia pertencendo a um grupo de línguas chamado kanum, que compreende outras duas línguas, sendo elas ngarna e smerky, que se estabeleceram após o período colonial Holandês.
Existem dois dialetos da língua ngkolmpu, ngkontar e baedi, sendo o primeiro falado na vila de Yanggandur concentrando a maioria dos falantes de ngkolmpu, enquanto a variante baedi é falada na vila de Onggaya e está praticamente extinta, com menos de dez falantes idosos que não a usam mais para comunicação ativa.

## Fonologia

### Consoantes
Todas as consoantes, exceto uma, estão localizadas em três possíveis locais de articulação: bilabial, alveolar e velar. A única exceção é o aproximante palatal /j/. Outra característica é a presença de consonantes pré-nasalizadas. 
|                     |                     | Bilabial | Coronal | Velar |
| ------------------- | ------------------- | -------- | ------- | ----- |
| Nasal               | Nasal               | m        | n       |       |
| Oclusiva            | Desvozeada          | p        | t       | k     |
| Oclusiva            | Prenasal            | ᵐp       | ⁿt      | ᵑk    |
| Oclusiva            | Vozeada             | b        |         | (ɡ)   |
| Fricativa           | Surda               |          | s       |       |
| Fricativa           | Prenasal            |          | ⁿs      |       |
| Vibrante múltipla   | Vibrante múltipla   |          | r       |       |
| Aproximante lateral | Aproximante lateral |          | l       |       |
| Aproximante         | Aproximante         | w        | j       | A     |

/g/ é encontrado somente em palavras novas vindas de empréstimos de línguas próximas. 
/r/ geralmente e liberado como [ɾ], no meio e final da palavra.

### Vogais
As vogais posteriores são todas arredondadas. Há a presença acentuada da vogal ə apesar de ser não fonêmica.
Não há ditongos na língua ngkolmpu. 
|              | Anterior | Central | Posterior |
| ------------ | -------- | ------- | --------- |
| Fechada      | i        |         | u         |
| Média        |          | ə       |           |
| Semiaberta   | ɛ        |         | ɔ         |
| Quase aberta | æ        |         |           |
| Aberta       | a        |         | ɒ         |

### Harmonia de vogais
Há uma harmonia vocálica muito restrita em ngkolmpu que só ocorre com prefixo diatético e não com todos os verbos. A forma do prefixo pode ser [ɛ], [a] ou [ɔ] em harmonia com a especificação lateral da primeira vogal do radical verbal.
- Se a primeira vogal no radical for a vogal média [a], então o prefixo diatético será [a].
- Se a primeira vogal do radical verbal for uma vogal posterior, então o prefixo será [ɔ].
- se a primeira vogal do radical for uma vogal anterior então o prefixo diatético será [ɛ] .

## ortografia
O primeiro princípio da ortografia é que nenhum caractere não indonésio é usado. A ortografia indonésia usa o alfabeto romano padrão de 26 caracteres e em ngkolmpu apenas um subconjunto desse total é usado com um total de 17 caracteres distintos. Portanto alguns sons devem ser representados como dígrafos ou trígrafos.
| Fonema | representação |
| ------ | ------------- |
| /ⁿt/   | <nt>          |
| /ᵑk/   | <ngk>         |
| /æ/    | <ae>          |
| /ɒ/    | <ao>          |
| /ⁿt͡ʃ/  | <nc>          |
| /mp/   | <mp>          |
| /ⁿs/   | <ns>,<nc>     |
| /p/    | <p>           |
| /m/    | <m>           |
| /t/    | <t>           |
| /n/    | <n>           |
| /s/    | <s>           |
| /r/    | <r>           |
| /l/    | <l>           |
| /w/    | <w>           |
| /j/    | <y>           |
| /k/    | <k>           |
| /i/    | <i>           |
| /ɛ/    | <e>           |
| /a/    | <a>           |
| /ɔ/    | <o>           |
| /u/    | <u>           |
| /ə̆/    | <e>           |

## Gramática

### Pronomes
Os pronomes pessoais em ngkolmpu se flexionam em pessoa ( 1ª, 2ª , 3ª) e em número (plural e singular).
|                      | Singular  | Singular  | Singular  | plural    | plural    | plural |
| -------------------- | --------- | --------- | --------- | --------- | --------- | ------ |
| 1ª pessoa            | 2ª pessoa | 3ª pessoa | 1ª pessoa | 2ª pessoa | 3ª pessoa |        |
| pessoal do caso reto | ngko      | mpu       | pi        | ni        | mpu       | pi     |
| pessoal dativo       | nson      | mpon      | pien      | ncuen     | mpan      | pncen  |
| pessoal possessivo   | nsone     | mpone     | pene      | nsone     | mpane     | pncene |

Para pronomes demonstrativos, interrogativos e relativos existe distinções entre sujeitos inanimados e animados, além de flexionarem em número.
|               | Animado | Animado | inanimado |
| ------------- | ------- | ------- | --------- |
| singular      | plura   |         |           |
| Demonstrativo | ngki    | mpi     | pi        |
| interrogativo | oro     | raye    | nor       |
| relativo      | oro     | ra      | mi        |

Também existe os interrogativos nor [o quê?], ra [quem?] e norwa [por quê?], mntai [quanto?], mno [quando?], mne  [qual?] e moro [como?].

### Substantivos
Substantivos correspondem à 50% dos termos lexicais do ngkolmpu e é a única classe de palavras que aceitam estrangeirismos, principalmente do indonésio e línguas da região.
| Ngkolmpu | Português |
| -------- | --------- |
| irepe    | pessoa    |
| kati     | folha     |
| krar     | cachorro  |
| nto      | estrela   |

#### Formação de adjetivos a partir de substantivos
No ngkolmpu ocorre a formação de adjetivos à partir da adição do sufixo -wa no substantivo correspondente, como exemplo:
1. kota [cabelo]; kotawa [cabeludo]
2. kober [gordura]; koberwa [gorduroso]

O sufixo -wa também é utilizado na formação de palavras para cores à partir de substantivos que rementem a coloração, por exemplo: mpl [sangue]; mplwa ['cor de sangue' ou vermelho]. Únicas exceções para  wanswa [preto] e mplawa [branco].

### Verbos
Os verbos em ngkolmpu constituem uma classe muito complexa e apresenta paradigmas, onde os verbos apresentam uma vasta gama de sufixos e prefixos que mudam conforme a estrutura da frase. Ngkolmpu apresenta essencialmente dois tipos de verbo: prefixados (apresenta apenas prefixo) e ambifixados (apresenta prefixo e sufixo). Os ambifixados compreendem a maior parte dos verbos (90%) incluindo todos transitivos e bitransitivos, enquanto prefixados representam em maioria os intransitivos. 
Os verbos em ngkolmpu podem flexionar em (TAM tempo aspecto e modo):
- Aspecto: perfectivo, imperfectivo e durativo
- Tempo: Futuro, presente, passado hodierno, passado recente, passado remoto
- Modo: realis (indicativo) e irrealis (imperativo/subjuntivo)[19]

| caso                                | sufixo |
| ----------------------------------- | ------ |
| Futuro durativo                     | nt     |
| recente perfectivo 1                | nt     |
| recente perfectivo 2                | ro     |
| Futuro potencial                    | omo    |
| perfectivo remoto/passado potencial | ngk    |
| recente imperfectivo                | en     |
| remoto imperfectivo                 | rnt    |

Os verbos em ngkolmpu também flexionam em número e pessoa porém flexiona em gênero somente na terceira pessoa.
|          | 1ª pessoa | 2ª pessoa | 3ª pessoa masculino | 3ª pessoa feminino |
| -------- | --------- | --------- | ------------------- | ------------------ |
| Singular | kw        | kw        | sw                  | kw                 |
| Plural   | kw        | sw        | sw                  | kw                 |

Ao adicionar o prefixo -kw ou -sw, pode haver a transformação para -ku ou -su como em Markusu pi sumerk [ Markus seguiu eles], Sumerk = sw + merk.

### Sentenças
O ngkolmpu é uma língua que em sua maioria apresenta a ordem dos constituintes SOV, (Sujeito + objeto + verbo, nesta ordem ). 
- Markus (sujeito) pr (objeto) pi storui (verbo)

[Markus cortou (storui) o tronco/árvore (pr)]  

## Vocabulário

### Sistema numérico
O ngkolmpu utiliza um sistema numérico de base 6, o qual é bem raro de se encontrar. Portanto se tem os algarismos de um à seis e palavras específicas para as potencias de seis até a quinta potência, tornando a língua limitada a contar até 7776, porém teoricamente poderia ser ampliado para contar ilimitadamente.
| Ngkolmpu | Português |
| -------- | --------- |
| naempr   | 1         |
| yempoka  | 2         |
| yuow     | 3         |
| eser     | 4         |
| tampui   | 5         |
| traowo   | 6         |
| ptae     | 62        |
| tarumpao | 63        |
| ntamnao  | 64        |
| ulamaeke | 65        |

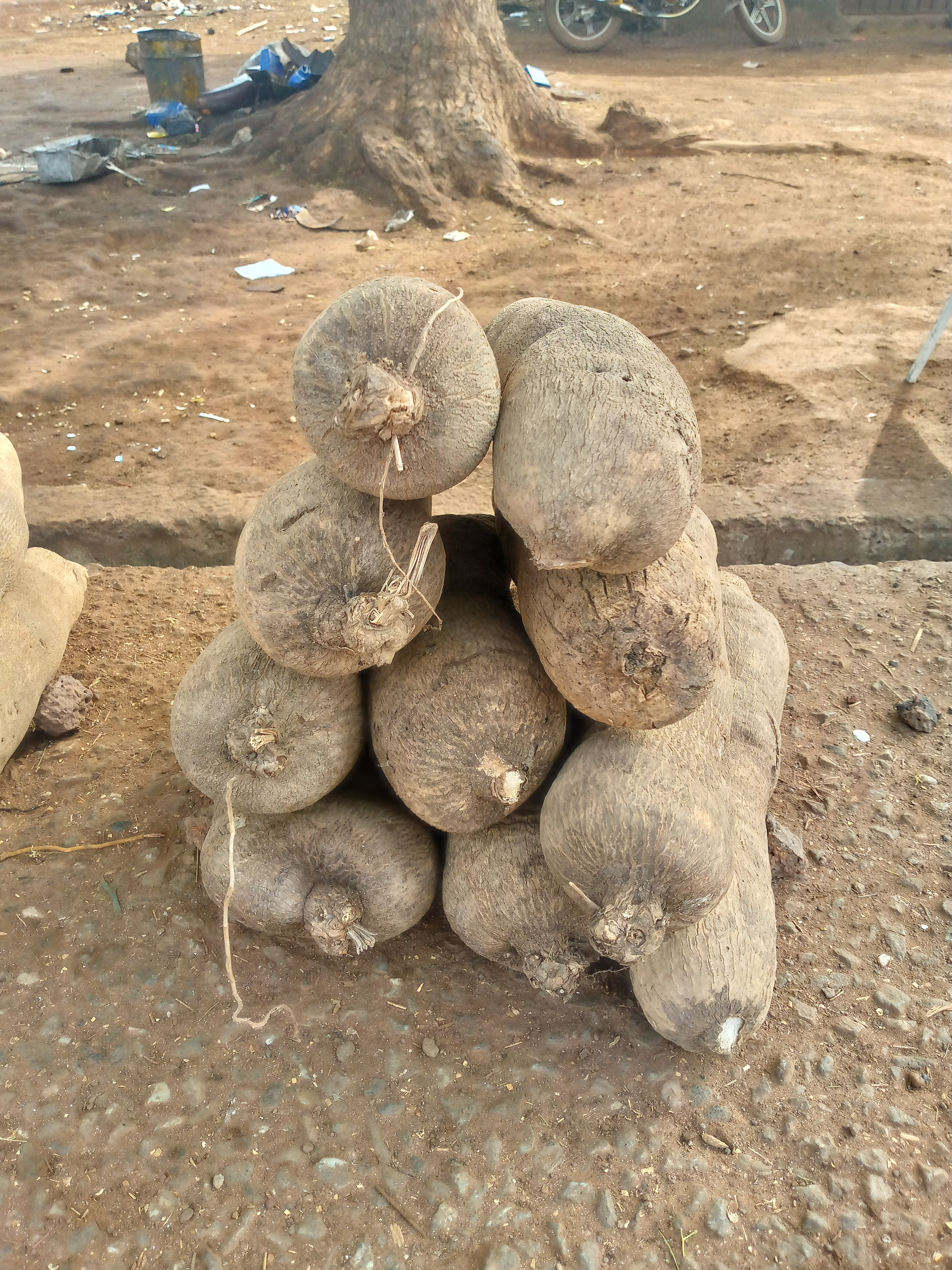

Para formar outros números escreve-se este na base seis e nomeia cada algarismo:
- 8 = 1 × 6 +2; portanto 8 = naempr traowo yempoka (como se fosse 'um seis dois')
- 52 = 1 × 62 + 2 × 6 + 4; portanto 52 = naempr ptae yempoka traowo eser (como se fosse 'um seis quadrado dois seis quatro')

Das teorias mais aceitas o sistema de base seis surgiu na necessidade de contar inhames, base da cultura local da Papua. De acordo com os locais leva um ntamnao de inhames para alimentar uma família por um ano, além de que a festa de casamento não pode ser realizada sem um ntamnao de inhame que é cuidadosamente contado.

### Contos
Contos são comuns entre diversas tradições e no ngkolmpu temos alguns exemplos como o saklawa po [história do coco], que um reconto do sonho profético de Magdela Ndiken, incorporando temas regionais e elementos do cristianismo vindos de contatos com colonizadores. 

##### Saklawa po[25]
yaortr wownau       [Eu  tive um sonho]
moro wantnu Ntmr po prni      [Eu fui ao 'Ntmr' (jardim) do coqueiro]
ngkoroko bainentu liko sarni suritrrnt, yuwun pr reye, mpumpu pntra   [Eu o vi no leito do rio, era uma grande árvore com frutas como essa (faz gesto)]                                                                                                                                
ntop mpumpu sumitrrnt    [Uma grande fruta estava pendurada] 
ngkai ngkoro: ”ete pr pi ngkeye pi alu mito bori tayengk dilarang”    [Eu disse: "Minha nossa, esta é a árvore a qual o Senhor disse ser proibida"]
ngkoro: ”meri mekomminngk”     [Ele disse: " Não a coma "]
”mpai moro kominngkntngki yekompyaeto kowlengk”    [”Se você comer isso, você ficará doente”]
epi yow srboru pompa  [Eu não a peguei de lá]
bokri urow   [Eu estava surpresa]
ktancerei   [Eu acordei]

## Menções
Ngkolmpu já foi tema de questões da Olimpíada Brasileira de Linguística (OBL) como questão 25 da primeira fase de 2022, da United Kingdom Linguistics Olympiad (UKLO) de 2021 e da Asian Pacific Linguistics Olympiad (APLO) de 2022. Em sua maioria essas questões tratavam do interessante sistema numérico da língua ngkolmpu.